# Дитяча бібліотека №115
Бібліотека № 115 для дітей міста Києва — київська дитяча бібліотека. Розташована у Деснянському районі. Заснована 1977 року, з 1986-го працює у новому приміщенні за адресою вул. Бальзака 28, на Троєщині.

## Про бібліотеку
Зал поділено на зони (літературно-мистецька, комп'ютерна зона, творча зона). Спеціалізується на роботі з дітьми, які мають особливі потреби та обмежені можливості. Завідувач — Старостенко Юлія Олександрівна
Бібліотека № 115 — найбільша дитяча книгозбірня Деснянського району міста Києва.

## Структура
У бібліотеці функціонують:
- Лекторій з морально-правового виховання «Теми без обмежень, емоції без заборон»;
- Творча майстерня «Скарбниця ідей»;
- Клуб для дітей середнього шкільного віку «Територія Н», організований у партнерстві з Малою академією наук України;
- Студія по підготовці дітей до школи «Розумне малятко»;

### Фонд
На 1 січня 2017 фонд бібліотеки складав 49,3 тис. документів. У фонді є книги, журнали, грамзаписи, фільми та компакт-диски.

### Бібліотечне обслуговування
Бібліотека 115 для дітей є сучасним інформаційно-освітнім та культурно-комунікативним центром для дітей і юнацтва, що мешкають на масиві Троєщина. Послугами бібліотеки щорічно користуються майже 9 тисяч читачів. Бібліотека № 115 більше 20-ти років співпрацює зі спеціальним навчально-виховним комплексом «Мрія».

## Приміщення
Зал бібліотеки (площа 1009.8 м2) поділено на зони відповідно до потреб читачів. Літературно-мистецька зона, де проходять презентації, кінопокази, літературні вечори, зустрічі з авторами, літівенти, літературні студії. Освітній простір — це клуби, об'єднання за інтересами, вивчення іноземних мов, професійне самовизначення. Арт-простір — тут працюють художні майстерні, творчі гуртки, проходять майстер-класи, вернісажі, фотовиставки, експозиції творчих робіт. Зона малюків та батьків — це тренінги, цикли занять для батьків, розвиваючі ігри для дітей, тематичні week-endи для батьків і дітей тощо. Також є комунікативний простір для дискусій й лекцій за актуальними темами, громадських зібрань.
Зона сучасних комп'ютерних технологій поєднує віртуальний світ і бібліотеку, тут працює інтернет-центр, є вільний доступ до WI-FI. Майданчик Open Air проводить голосні читання, ігри й майстер-класи.